# Cruise Into Terror
Cruise Into Terror è un film televisivo del 1978, diretto da Bruce Kessler ed interpretato da Dirk Benedict, John Forsythe, Frank Converse, Ray Milland e Stella Stevens. 
Venne trasmesso per la prima volta il 3 febbraio 1978 sull'emittente ABC.

## Trama
Un gruppo di persone si gode una vacanza su una nave da crociera nel Golfo del Messico. Tra di essi lo storico Bakkun, convinto dell'esistenza di una piramide egizia affondata vicino alla costa del Messico. Ben presto a bordo iniziano ad accadere degli strani incidenti, tra i quali un improvviso attacco da parte di squali e tutta la tecnologia a bordo che smette di funzionare. Rimasti bloccati in alto mare proprio sopra la posizione della piramide affondata, alcuni passeggeri si immergono e dal fondo del mare riportano in superficie un piccolo sarcofago che viene subito caricato a bordo. Quello che essi ignorano è che il sarcofago contiene il figlio di Satana. Solo il reverendo Mather intuisce la cosa e avverte i restanti passeggeri che il sarcofago rappresenta un pericolo non solo per loro ma per l'intero genere umano. Strani e spaventosi fenomeni inizieranno ad avere luogo accompagnati da una serie di morti fino a quando il reverendo deciderà di distruggere il sarcofago dandogli fuoco.

## Produzione

### Riprese
Il film è stato girato presso le Channel Islands, in California.